# Era Męczenników
Era Męczenników (łac. aera martyrum) – system liczenia lat stosowany w starożytnym Egipcie. Początkiem ery był 29 sierpnia 284 roku.
Pod koniec III stulecia wprowadzono w Egipcie po erze rzymskiej Augusta, nową erę, której początek wyznaczało wstąpienie na tron cesarza Dioklecjana w 284 roku, stąd bywa również nazywana „erą Dioklecjana”. Co do metody jej ustalenia, stanowi ona kontynuację ery Nabonassara, jej początek przypada na Nowy Rok kalendarza egipskiego, to jest na 1. dzień miesiąca tot, który po reformie kalendarza, przeprowadzonej przez cesarza Oktawiana Augusta, przypadał 29 sierpnia. Lata liczone według tej ery mają po 365,25 dnia – jak w kalendarzu juliańskim, nie występuje, więc już charakterystyczne dla ery Nabonassara i ery filipińskiej cofanie się daty Nowego Roku.
W 19 roku ery Dioklecjana (303) rozpoczęły się największe w Rzymie prześladowania chrześcijan, co sprawiło, że w społecznościach chrześcijańskich ten sposób liczenia czasu zaczęto nazywać „erą męczenników” albo „erą martyrologii”. Era ta była w użyciu w Egipcie i na Bliskim Wschodzie do czasu podboju arabskiego, a Kościele koptyjskim i etiopskim obowiązuje po dziś dzień. Lata liczone według ery Męczenników zapisywano z dopiskiem A.D. – Anno Diocletiani (roku Dioklecjana), co wśród myślicieli chrześcijańskich wywołało poszukiwania innej, niż odwołującej się do pogańskiego cesarza metody obliczania czasu. Opracowana na Zachodzie przez Dionizego Małego w VI wieku metoda liczenia czasu od narodzenia Chrystusa, obecnie określana symbolem n.e. – „naszej ery” to jest ery chrześcijańskiej, przejęła skrót A.D. w rozszerzeniu – Anno Domini (roku Pańskiego). 